# Ветеринарски завод Земун
Ветеринарски завод Земун је српска компанија са седиштем у Земуну, округу Београда. Ради у сектору ветеринарских производа.

## Историја
Ветеринарски завод Земун а.д., Београд је основан 1938. године. 
Производња хране за животиње је прекретница у развоју Завода, егзистира од 22.9.1958. године. То је прва организована производња хране за животиње на Балкану.
Почетком фебруара 2005. године Конзорцијум »Zekstra-Bankom« постао је власник 70% друштвеног капитала предузећа.
Ветеринарски завод Земун је 19. децембра 2006. године примљен на ванберзанско тржиште Београдске берзе; искључена је 21. августа 2012. године и примљена на регулисано тржиште.

## Активности
Ветеринарски завод Земун, специјализован за производе за ветеринарску медицину, производи вакцине за живину, свиње, говеда, овце, коње, псе, мачке и зечеве, као и хемијске агенсе за помоћ у дијагностици у случају инфекције. У понуди има и лекове, као што су антибиотици и сулфонамиди, дезинфекциона средства, антипаразитици, дерматолошки препарати, као и инсектициди и родентициди. Компанија се бави и храном за кућне љубимце.